# Mexicaanse gravende padden
De Mexicaanse gravende padden (Rhinophrynidae) vormen een familie van kikkers (Anura). De groep werd voor het eerst wetenschappelijk beschreven door Albert Carl Lewis Gotthilf Günther in 1859. Oorspronkelijk werd de wetenschappelijke naam Rhinophrynina gebruikt.

## Kenmerken
De familie telt slechts één soort; de Mexicaanse gravende pad (Rhinophrynus dorsalis). De reden van deze afsplitsing is dat de kikker aan de ene kant zeer primitieve kenmerken vertoont, maar ook goed is aangepast om te graven. Zo is het lichaam zeer slap en de huid lijkt op een rubberen zak. De poten zijn kort en aan de achterpoten zitten verharde delen die dienen als 'spade' bij het graven. De kop is erg stomp en de ogen zijn relatief klein, kenmerkend is een lichtere rugstreep. Bij gevaar blaast de kikker zich zo sterk op dat het lichaam op een bal lijkt.

## Verspreiding en leefgebied
De kikker komt voor in delen van Noord- en Midden-Amerika, in de Verenigde Staten van Texas tot in Mexico, Guatemala, Honduras, El Salvador, Nicaragua en Costa Rica.

## Taxonomie
Familie Rhinophrynidae
- Geslacht Rhinophrynus
  - Soort Rhinophrynus dorsalis – Mexicaanse gravende pad